# Brâncovenești
Brâncovenești (Marosvécs en hongrois, Wetsch en allemand) est une commune roumaine du județ de Mureș, dans la région historique de Transylvanie et dans la région de développement du Centre.

## Géographie
La commune de Brâncovenești est située au nord du județ, sur la rive droite du cours supérieur du Mureș, dans les collines du Mureș (Dealurile Mureșului) au pied des Monts Gurghiu, à 10 km au nord de Reghin et à 43 km au nord-est de Târgu Mureș, le chef-lieu du județ.
La municipalité est composée des cinq villages suivants (population en 2002) :
- Brâncovenești (1 716), siège de la municipalité ;
- Idicel (479) ;
- Idicel-Pădure (613) ;
- Săcalude-Pădure (406) ;
- Vălenii de Mureș (1 304).

## Histoire
La première mention écrite du village date de 1228.
La commune de Brâncovenești a appartenu au royaume de Hongrie, puis à l'empire d'Autriche et à l'Empire austro-hongrois.
En 1876, lors de la réorganisation administrative de la Transylvanie, elle a été rattachée au comitat de Maros-Torda.
La commune de Brâncovenești a rejoint la Roumanie en 1920, au traité de Trianon, lors de la désagrégation de l'Autriche-Hongrie. Elle a été de nouveau occupée par la Hongrie de 1940 à 1944, période durant laquelle la petite communauté juive fut exterminée par les nazis. Elle est redevenue roumaine en 1945.

## Politique
| Parti | Parti                                                 | Sièges |
| ----- | ----------------------------------------------------- | ------ |
|       | Union démocrate magyare de Roumanie (UDMR)            | 8      |
|       | Parti de la Grande Roumanie (PRM)                     | 2      |
|       | Parti national libéral (PNL)                          | 1      |
|       | Parti social-démocrate (PSD)                          | 1      |
|       | Union nationale pour le progrès de la Roumanie (UNPR) | 1      |

## Religions
En 2002, la composition religieuse de la commune était la suivante :
- Réformés, 49,26 %;
- Chrétiens orthodoxes, 46,65 % ;
- Adventistes du septième jour, 2,10 % ;
- Catholiques romains, 1,52 %.

## Démographie
En 1900, la commune comptait 2 871 Roumains (54,64 %), 2 314 Hongrois (44,04 %) et 23 Allemands (0,44 %).
En 1930, on recensait 2 830 Roumains (52,78 %), 2 248 Hongrois (41,92 %), 12 Allemands (0,22 %), 40 Juifs (0,75 %) et 230 Tsiganes (4,29 %).
En 2002, 2 080 Roumains (46,03 %) côtoient 2 256 Hongrois (49,93 %) et 179 Tsiganes (3,96 %). On comptait à cette date 1 855 ménages et 1 700 logements.
| 1850  | 1880  | 1900  | 1910  | 1930  | 1956  | 1977  | 1992  | 2002  |
| ----- | ----- | ----- | ----- | ----- | ----- | ----- | ----- | ----- |
| 3 619 | 4 189 | 4 805 | 5 254 | 5 362 | 5 500 | 5 568 | 4 776 | 4 518 |

| 2007  | - | - | - | - | - | - | - | - |
| ----- | - | - | - | - | - | - | - | - |
| 4 121 | - | - | - | - | - | - | - | - |

## Économie
L'économie de la commune repose sur l'agriculture, l'élevage, l'exploitation des forêts et la transformation du bois..

## Communications

### Routes
Brâncovenești est située sur la route nationale DN15 qui relie Târgu Mureș et Toplița dans le județ de Harghita.

### Voies ferrées
Brâncovenești est desservie par la ligne de chemin de fer Târgu Mureș-Reghin-Deda.

## Lieux et monuments
- Brâncovenești, château Kendy-Kemény (1557), construit par le voïvode Ferenc Kendy, sur un plan rectangulaire, dans le style de la Renaissance transylvaine, fortifié par la suite et remanié au XIXe siècle.

- Brâncovenești, église réformée de 1727.

- Săcalude Pădure, église en bois Inaltarea Domnului du XVIIIe siècle.

- Vălenii de Mureș, église réformée de 1562.

- Vălenii de Mureș, réserve naturelle Lalea pestrița (tulipes) (2,5 ha).

## Personnages
- János Kemény (1903-1971), écrivain, fonde à Brâncovenești la communauté littéraire Helikon, le théâtre sicule de Târgu Mureș et publie plusieurs revues hongroises.

## Jumelages
Diósd (Hongrie)